# ألكسيس بلانكو
ألكسيس بلانكو (بالإسبانية: Alexis Blanco) هو لاعب كرة قدم أرجنتيني، ولد في 6 يونيو 1988 في سانتا روزا، لا بامبا في الأرجنتين. لعب مع نادي أتلتيكو ألفارادو.

## وصلات خارجية
- ألكسيس بلانكو على موقع قاعدة بيانات كرة القدم.إي يو (الإنجليزية)
- ألكسيس بلانكو على موقع Soccerway.com (الإنجليزية)